# 埃爾姆特里克羅斯羅茲 (印地安納州)
埃爾姆特里克羅斯羅茲（英語：Elm Tree Crossroads）是位於美國印地安納州亞當斯縣的一個非建制地區。該地的面積和人口皆未知。

## 地理
埃爾姆特里克羅斯羅茲的座標為40°47′18″N 84°57′22″W / 40.78833°N 84.95611°W，而該地的平均海拔高度為248米（即814英尺）。